# Tiberius Claudius Caesar Britannicus
Tiberius Claudius Caesar Britannicus (12 februari 41 – 55) was de zoon van de Romeinse keizer Claudius uit zijn derde huwelijk met Valeria Messalina.

## Biografie

### Vroege jeugd
Britannicus werd geboren 22 dagen nadat zijn vader keizer was geworden. Hij kreeg zijn naam van de senaat naar aanleiding van de succesvolle invasie van zijn vader in Brittannië in 43. Oorspronkelijk was zijn naam Tiberius Claudius Germanicus of Tiberius Claudius Caesar.
Britannicus' moeder Messalina werd door zijn vader gedood toen haar zoon 7 jaar oud was. Na het huwelijk van zijn vader met Agrippina de Jongere kreeg Britannicus er een stiefbroer bij; Lucius Domitius Ahenobarbus, de latere keizer Nero, die door Claudius werd aangenomen als adoptiefzoon.

### Dood
Nadat zijn vader op 13 oktober 54 door Agrippina was vergiftigd, werd Britannicus op zijn beurt, door toedoen van keizer Nero, die vreesde voor een machtsgreep van Britannicus, op 11 februari 55 vergiftigd. Daardoor werd zijn stiefbroer Nero, die in 54 al tot keizer was uitgeroepen, de onbetwiste alleenheerser.
Tacitus doet het relaas over de moord op Britannicus in zijn Annales (XIII, 14-17). Daarin vermeldt Tacitus een belangrijke reden waarom Britannicus door Nero vermoord is: Britannicus was net 14 jaar geworden en kon vanaf toen officiële ambten bekleden en Nero vreesde dat Britannicus de troon zou opeisen. In zijn Annales beschreef Tacitus ook hoe de gifmoord in zijn werk is gegaan. Om geen argwaan te wekken, door de drank niet voor te laten proeven, werd eerst een onschadelijke - maar zeer hete - drank aan Britannicus gegeven. Het gif was opgelost in het koude water dat bij de drank werd aangereikt, waardoor Britannicus toch nog werd vergiftigd. Reeds de dag na zijn dood werd zijn as in het Mausoleum van Augustus bijgezet.
In het deel Nero van zijn De Vita Caesarum beschrijft Suetonius dat Britannicus eerst een drank met vergif kreeg toegediend, maar dit gaf Britannicus slechts een erge diarree. Daarop liet Nero zijn gifmengster, Lucusta, in zijn eigen kamer het gif koken (om het sterker te maken) en liet het eerst testen op een bokje en vervolgens op een biggetje dat bij de eerste slok dood neerviel. Hierop liet Nero het gif aan Britannicus toedienen, waarop deze bij de eerste slok dood neerviel. Nero verklaarde aan zijn disgenoten dat Britannicus slechts een epilepsieaanval had. Het lijk werd daarop in de gutsende regen verbrand (aldus Suetonius), zodat een moord niet te bewijzen was.
Er zijn echter enkele redenen waarom hedendaagse historici dit verhaal als verzonnen beschouwen. Suetonius was geen getuige van wat zich in het paleis heeft afgespeeld en kon onmogelijk weten wat er exact gebeurd was. Bovendien bestond er toen geen vergif dat onmiddellijk de dood veroorzaken kon. Er moeten minstens enkele minuten of een uur voorbijgegaan zijn voordat Brittanicus stierf. Suetonius had bovendien meer de bedoeling om een literair werk te schrijven over de keizers, dan om kritisch alle feiten, geruchten of roddels te onderzoeken.
Historici vermoeden dat hij vermoord werd met een gif dat uit de monnikskap gemaakt werd.

## In populaire cultuur
Britannicus is ook de titel van een drama geschreven door de Franse schrijver Jean Racine (1669).